# Hans Engnestangen
Hans Engnestangen (Brandbu, 28 maart 1908 - aldaar, 9 mei 2003) was een Noors langebaanschaatser in de periode 1927-1940.
Hij werd tweemaal Noors kampioen (in 1937 en 1938) en eenmaal wereldkampioen allround, in Trondheim op het WK van 1933.
Zijn kracht lag vooral op de korte afstanden, waarop hij ook wereldrecordhouder was. Driemaal verbrak hij record op de 500 meter, waarvan het laatste (41,8 in Davos, 5 februari 1938) bijna 14 jaar stand hield. Op 6 januari 1952 verbeterde de Rus Jurij Sergeev het record in Medeo met een tiende tot 41.7. Op 29 januari 1939 reed Engnestangen een wereldrecord op de 1500 meter met 2.13,8 te Davos. Ook dit record bleef lang in de recordboeken staan. Op 20 januari 1952 werd wederom op de Medeobaan het laatste wereldrecord van Engnestangen verbroken door de Rus Valentin Tsjajkin tot 2.12,9.
Bij nationale kampioenschappen behaalde hij viermaal goud op de 500 meter, tweemaal goud en tweemaal zilver op de 1500 meter, bij Europese kampioenschappen driemaal goud op de 500 meter en eenmaal zilver op de 1500 meter. Bij wereldkampioenschappen viermaal goud, tweemaal zilver en eenmaal brons op de 500 meter, tweemaal goud en eenmaal brons op de 1500 meter en eenmaal brons op de 5000 meter.
Bij zijn twee deelnames aan de Olympische Winterspelen (in 1932 en 1936) wist hij geen medailles te behalen. In 1932, waarbij volgens het Noord-Amerikaanse systeem met massastarts werd gereden, kwam hij niet verder dan de heats. In 1936 finishte hij niet op de 500 meter en werd slechts achtste op de 1500 meter.

## Records

### Persoonlijk records
| Afstand      | Tijd    | Datum            | Baan      |
| ------------ | ------- | ---------------- | --------- |
| 500 meter    | 41,8    | 5 februari 1938  | Davos     |
| 1000 meter   | 1.31,5  | 20 februari 1943 | Hamar     |
| 1500 meter   | 2.13,8  | 28 maart 1939    | Davos     |
| 3000 meter   | 4.57,5  | 19 februari 1937 | Hamar     |
| 5000 meter   | 8.31,3  | 7 februari 1934  | Gjøvik    |
| 10.000 meter | 18.06,9 | 19 februari 1933 | Trondheim |

### Wereldrecords
| Nr. | Afstand    | Tijd   | Datum           | Baan  |
| --- | ---------- | ------ | --------------- | ----- |
| 1.  | 500 meter  | 42,5   | 21 januari 1933 | Davos |
| 2.  | 500 meter  | 42,3   | 30 januari 1937 | Davos |
| 3.  | 500 meter  | 41,8   | 5 februari 1938 | Davos |
| 4.  | 1500 meter | 2.13,8 | 29 januari 1939 | Davos |

#### Wereldrecords laaglandbaan (officieus)
| Nr. | Afstand   | Tijd | Datum           | Baan |
| --- | --------- | ---- | --------------- | ---- |
| 1.  | 500 meter | 42,4 | 22 januari 1938 | Oslo |

## Resultaten
| Jaar | EK Allround | WK Allround | Olympische Spelen                                        |
| ---- | ----------- | ----------- | -------------------------------------------------------- |
| 1931 | 5e          |             |                                                          |
| 1932 |             | 11e         | 5e 500m (3 heat) 4e 1500m (1e heat) 6e 10.000m (2e heat) |
| 1933 |             | Goud        |                                                          |
| 1934 | 6e          | NC15        |                                                          |
| 1935 |             | Brons       |                                                          |
| 1936 | 6e          | NC27        | NF 500m 8e 1500m                                         |
| 1937 | Zilver      | NC13        |                                                          |
| 1938 | 6e          | NC20        |                                                          |
| 1939 |             | NC16        |                                                          |

### Medaillespiegel
| Kampioenschap | Goud · | Zilver · | Brons · |
| ------------- | ------ | -------- | ------- |
| EK Allround   | 0      | 1        | 0       |
| WK Allround   | 1      | 0        | 1       |

- Virtual International Authority File: 1227150808946019000006